# Tichik i Nazariusz
Tichik i Nazariusz (oryg. bułg. Тихик и Назарий) – krótka powieść (bułg. powest) historyczno-filozoficzna Emiliana Stanewa, opublikowana po raz pierwszy na łamach czasopisma Płamyk w 1977 r., a następnie w 1985. Na język polski przetłumaczona przez Teresę Dąbek-Wirgową.

## Treść
Akcja utworu rozgrywa się na początku XIII wieku i jest kontynuacją powieści Legenda o księciu presławskim Sybinie.
Po śmierci Sylwestra i samosądzie bogomiłów nad Sybinem i Kalomeą Tichik został "Doskonałym", władyką, duchowym przewodnikiem gminy bogomilskiej. Jego głównym zmartwieniem w pierwszych dniach sprawowania duchowej władzy jest fakt, że Sylwester spisał swoją naukę, odrzuconą przez gminę, w dwóch Ewangeliach. Aby je odnaleźć i zniszczyć, spotyka się z malarzem Nazariuszem, który miał ozdobić księgi. Okazuje się jednak, że Nazariusz nie wie, gdzie znajdują się Ewangelie. Tego samego wieczoru do gminy powraca Raduł, jeden z emisariuszy zabitego Sylwestra podróżujący do innych gmin. Widok nowego władyki dziwi go. Zamiast przekonać go, że Sylwester odstąpił od nauczania bogomiłów, Tichik grozi, że nie pozwoli mu zjeść kolacji, jeśli ten nie zadeklaruje, że następnego dnia publicznie potępi nauki zmarłego Sylwestra. Po odejściu Raduła Tichik ma wyrzuty sumienia z powodu takiego postępowania, przekonuje jednak samego siebie, że stosowanie wobec ludzi przymusu jest konieczne z uwagi na samą naturę człowieka.
W gminie przebywa coraz więcej ludzi, brakuje żywności. Pomocnik Tichika, Bykogłowy, sugeruje władyce, że najlepszym rozwiązaniem w tej sytuacji jest zdobywanie jedzenia przez grabież. Tichik nie błogosławi tego procederu, ale i nie zakazuje takich działań, wiedząc, że inaczej we wspólnocie zacznie się głód. Władykę dręczą rozterki duchowe. Niepokoi go sztuka malarza Nazariusza, który tworzy dla gminy ikony i freski, prześladują myśli o księciu Sybinie, co gorsza, zaczyna pożądać pięknej bogomiłki Iwsuły. Tichik zaczyna wierzyć, że otacza go wszechmoc diabła. W tym samym czasie Nazariusz zastanawia się, czy sztuka może odmienić człowieka. Malarz nie wierzy w nauczanie bogomiłów, a w osadzie zamieszkuje tylko z powodu nieodwzajemnionej miłości do Iwsuły.
Tichik odwiedza pracownię Nazariusza i z oburzeniem patrzy na malowane przez niego twarze członków wspólnoty. Jego zdaniem odpychające podobizny nie skłonią nikogo do uwierzenia w Boga, podczas gdy sztuka powinna do niego zbliżać. Zabiera Nazariuszowi portret Iwsuły. Ją samą czyni osobistą służącą, chociaż zdaje sobie sprawę z tego, że częste przebywanie z nią doprowadzi go w końcu do złamania ślubu czystości. Do tego też w końcu dochodzi. Tichik obiecuje dziewczynie, że ogłosi ją "doskonałą", jedną z tych, którzy osiągnęli najwyższy stopień cnót chrześcijańskich. Szybko przekonuje się, że Iwsuła nigdy go nie kochała, a jedynie miała nadzieję na tytuł "doskonałej", od pierwszego dnia dręczą go wyrzuty sumienia.
Tymczasem Bykogłowy zdobył ogromny szacunek dzięki bogactwu, jakie zapewniał gminie organizowany przez niego rabunek. Tichik ma nadzieję, że dobrobyt, który gmina może zdobyć po wykarczowaniu lasu i obsianiu pól, skłoni bogomiłów do powrotu do bogobojnego życia. Dzieje się inaczej: w zamożnej społeczności surowa moralność popada w zapomnienie, nikt nie dąży już do zbawienia duszy. Również znaczenie Bykogłowego nie spadło, mężczyzna nadal zajmuje się grabieżą, a dowodzoną przez niego grupę rabusiów bogomili podziwiają. Tichik usiłuje przywołać Bykogłowego do porządku, wówczas rabuś oznajmia, że zbiegły służący nie ma żadnej władzy duchowej. Bykogłowy wymusza na władyce podzielenie się władzą: jeden będzie ją utrzymywał, zapewniając ludziom utrzymanie, drugi zaś - obiecując im nagrodę w życiu po śmierci. Rozmowę słyszy Iwsuła, która w rozpaczy woła, że Tichik oszukał ją, gdyż obcowanie z nim bynajmniej nie prowadziło do zbawienia, o którym marzyła. Władyka grozi, że ogłosi ją czarownicą, jeśli opowie o rozmowie z Bykogłowym, w razie milczenia zaś obiecuje jej dostatnie życie jako prorokini i "doskonałej".
Dostatek materialny doprowadza bogomiłów do ostatecznego odwrócenia się od wiary. Masowo opuszczają wspólnotę, zamieszkują w nowej osadzie Bykogłowego, w której panuje nieskrępowany hedonizm. Do Bykogłowego ucieka także Iwsuła, która zostaje jego kochanką. Tichik podejmuje ostatnią próbę przekonania herszta rabusiów do porzucenia takiego trybu życia, lecz zostaje wyśmiany i pobity, po czym ucieka do lasu.
Upadek osady dręczy również Nazariusza, który widząc zachowanie towarzyszy przestaje tworzyć ikony, maluje jedynie świeckie obrazy za pieniądze. Wreszcie opuszcza osadę i przez pewien czas oddaje się samotnym medytacjom w lesie. Po powrocie do osady Bykogłowego trafia na Raduła, który naucza niedawnych bogomiłów, że Bóg i świat to samo, wzywa również do odnalezienia i zamordowania Tichika-fałszywego proroka, który wymuszał na nich niczym nieuzasadnioną ascezę. Spotyka także Iwsułę, która nie jest już partnerką Bykogłowego, lecz sypia na przemian ze wszystkimi jego kompanami. Nie czuje już do niej dawnej szczerej miłości, a jedynie pożądanie.
Rozgoryczony Nazariusz, ostatecznie przekonany, że jego dawna wiara w Boga była fałszywa, ponownie odchodzi do lasu i wchodzi do jaskini, w której niegdyś żył książę Sybin. Tam odnajduje ukrywającego się Tichika. Władyka pyta malarza, co powinien czynić. Ten oznajmia, że Tichik może uratować się tylko udając świętego - jeśli pozostanie w pieczarze, żyjąc jak asceta, nawet bez wiary w sens takich czynów, bogomili pewnego dnia uwierzą, że jest prawdziwym bożym orędownikiem i zaczną oddawać mu hołd. Wówczas Bykogłowy, zachowując władzę świecką, będzie musiał oddać mu władzę duchowną. Słowa Nazariusza przerażają Tichika, który woła, że przemawia do niego sam Szatan, po czym zabija malarza. W szaleństwie widzi przed sobą księcia Sybina i zaczyna cofać się ku podziemnej rzece. Powieść nie została ukończona.

## Cechy utworu

### Obraz bogomiłów i postać Tichika
Tichik i Nazariusz, kontynuując refleksję rozpoczętą w Legendzie o księciu presławskim Sybinie, ukazuje bogomiłów jako społeczność biedaków, ruch oparty na nienawiści do dawnych panów. Członkowie gminy bogomilskiej to ludzie ubodzy z powodów niezależnych od siebie, żyjący w poczuciu krzywdy. Odejście z niesprawiedliwego świata i wykreowanie własnej rzeczywistości ma być dla nich szansą na poprawę tej sytuacji, zaś gwarancją, że nowy świat będzie urządzony lepiej, ma być zachowanie surowej ascezy i dbałość o moralność. Szybko okazuje się jednak, że deklarowane dążenie do zbawienia było jedynie zasłoną dymną: heretykom chodziło w rzeczywistości o zwykłą poprawę bytu. Żadne zasady moralne i prawdy wiary głoszone przez gminę nie okazują się trwałe, a jej członkowie na przemian dążą do duchowej doskonałości i popadają w wulgarny hedonizm.
Centralną powieścią utworu jest Tichik, dawny sługa Sybina, a w momencie rozpoczęcia akcji utworu - nowy władyka bogomilskiej gminy. Postać ta ukazana jest w zdecydowanie negatywnym świetle. Tichik jest osobą pełną kompleksów, zwłaszcza w odniesieniu do świata "panów", którym kiedyś służył i których z całego serca nienawidzi. Stale głosząc manichejskie potępienie materialnego świata, Tichik nie potrafi realizować tych zasad w życiu, ulegając pragnieniu posiadania Iwsuły. Jako władyka zaczyna traktować swoje "duchowe dzieci" instrumentalnie, dążąc jedynie do utrzymania się przy władzy w gminie. Chociaż dobrze zna naturę ludzką i wielokrotnie trafnie przewiduje zachowanie innych osób, przy każdej próbie głębszej analizy postępowania współwyznawców popada w te same schematy myślowe, dzieląc ludzi na dobrych biedaków i niegodziwych bogaczy.
Tichik ponosi nieuchronną klęskę w rywalizacji o władzę z Bykogłowym, gdyż okazuje się, że materialny dostatek całkowicie zniechęca do praktykowania ascezy. Gdy tylko bogomili przekonują się, że dzięki rabunkowi mogą żyć w bogactwie, odrzucają - najpierw faktycznie, a potem także filozoficznie, czego wyrazem jest działalność Raduła - dotąd nienaruszalne zasady moralne. W ten sposób nieskrępowany hedonizm nie jest już dla nich grzechem. Według Stanewa postępowanie takie przeważa wśród ludzi w każdym czasie i okolicznościach. Równocześnie człowiek w ujęciu Stanewa nie może żyć bez żadnej religii. Nawet zwolennicy Bykogłowego, w swoim rozpasaniu, wypracowują nową formę doktryny wiary i zamierzają wznieść świątynię "wolności i piękna".
Równocześnie Tichik, mimo wszystkich swoich wad i wykroczeń przeciwko własnym zasadom, do końca pozostaje człowiekiem wierzącym, do religii podchodzi poważnie i z bojaźnią. Uważa wiarę za kluczowy czynnik zapewniający ludziom stabilność i spokój, jest przekonany, że człowiek niewierzący nieuchronnie złamie wszystkie normy społeczne i moralne. Nigdy również nie wyrzeka się całkowicie swoich współwyznawców, nawet gdy odwracają się od niego i przystają do Bykogłowego. Sugestia Nazariusza, by zupełnie cynicznie udawał świętego pustelnika, byle tylko odzyskać ich zaufanie i podziw, budzi u niego najgłębszy sprzeciw. Mając świadomość własnego grzechu (a zatem możliwego wiecznego potępienia) i głęboko cierpiąc z tego powodu, Tichik jako jedyny nigdy nie odrzuca wiary w bogomilską naukę.
W jednej z interpretacji obraz bogomilskiej wspólnoty i jej przywódcy może być interpretowany alegorycznie, jako wizja nieuchronnego krachu systemu społecznego, u podstaw którego leży fałszywa antropologia i któremu przewodzi pozbawiona moralnych praw do tego osoba. W takim ujęciu Tichik i Nazariusz byłby powieścią antykomunistyczną. Takiemu postrzeganiu tekstu Stanewa sprzyja społeczny rodowód Tichika - sługi, który rzucił wyzwanie "panom", a w swoich działaniach kieruje się głównie nienawiścią do bogatych i potężnych. Równocześnie powieść równie surowo, co "komunistyczną" wspólnotę Tichika, krytykuje osadę Bykogłowego, w której panuje całkowita wolność, oparta na żądzy bogacenia się i wulgarnym konsumpcjonizmie.

### Postać Nazariusza
Inną postawę wobec świata i religii reprezentuje malarz Nazariusz, drugi bohater tytułowy powieści. Jego imię nawiązuje do historycznej postaci bogomilskiego biskupa Nazariusza, działającego w XII wieku.
Nazariusz, jako artysta, spędza wiele czasu na kontemplowaniu otaczającej go rzeczywistości i ludzi, co prowadzi go do pesymistycznych wniosków. Dostrzega w otaczających go bogomiłach zło, przekonuje się, że jest ono obecne także w nim samym. Kontynuując swoją refleksję dochodzi do przekonania o oszustwie każdej wiary, co oznacza, że postępowanie człowieka za życia nie będzie mieć żadnych konsekwencji po śmierci. W rezultacie działania ludzi motywowane są przede wszystkim różnymi pragnieniami. Nazariusz dochodzi do wniosku, że światem rządzą ślepe siły dobra i zła, które są równorzędne, żadna zaś nie jest bardziej wartościowa od drugiej. Człowiek nie musi zatem dokonywać między nimi trudnych wyborów, nie mają sensu normy moralne, a żadnego czynu nie należy żałować.
Nazariusza łączy z bogomiłami pragnienie porzucenia świata, który uważał za pełen fałszu. Dwie skrajności, między którymi oscyluje wspólnota heretyków - fanatyzm religijny i nieskrępowany hedonizm - wydają mu się jednak równie niewłaściwe. Jedynym wyjściem dla Nazariusza jest więc samotność i dobrowolne wykluczenie się z każdej grupy. Co więcej, wiedząc zbyt wiele o świecie i ludziach, Nazariusz nie jest już w stanie tworzyć. W finale utworu malarz jest przekonany, że zbawienie - indywidualne lub zbiorowe - to miraż, a ukojeniem dla moralnych i duchowych cierpień człowieka może być tylko przyjęcie relatywistycznej filozofii odrzucającej pojęcie grzechu i żalu. Religia może odgrywać natomiast co najwyżej rolę narzędzia cynicznego wpływania na ludzi.
Nazariusz jest jednym ze stanewowskich bohaterów-buntowników, kwestionujących pojęcia dobra i zła, pragnących opracować własny kodeks moralny w zgodzie z własną osobowością. Pod tym względem podobny jest do księcia Sybina i mnicha Sylwestra.

## Recepcja
Wszystkie dzieła Stanewa, w których przewijał się wątek bogomiłów, zostały wysoko ocenione przez krytykę i cieszyły się znaczną popularnością wśród czytelników.